# Alvand (Qazvin)
Alvand (persiska: الوند, البرز) är en stad i Iran.   Den ligger i provinsen Qazvin, i den nordvästra delen av landet, 130 km väster om huvudstaden Teheran. Alvand ligger 1 243 meter över havet och antalet invånare är 69 333.
Alvand är administrativt centrum för delprovinsen (shahrestan) Alborz.
Terrängen runt Alvand är platt, och sluttar söderut. Runt Alvand är det ganska tätbefolkat, med 108 invånare per kvadratkilometer. Närmaste större samhälle är Qazvin, 10,3 km nordväst om Alvand. Trakten runt Alvand består till största delen av jordbruksmark.